# دلیجه روباهی
دلیجه روباهی (نام علمی: Falco alopex) نام یک گونه از سرده شاهین است.